# Heinrich Bongartz
Heinrich Bongartz (ur. 31 stycznia 1892, zm. 23 stycznia 1946) – niemiecki as myśliwski z czasów I wojny światowej z 33 potwierdzonymi zwycięstwami powietrznymi. Dowódca Jagdstaffel 36. Należał do elitarnego grona Balloon Busters.

## Życiorys
Przed wielką wojną był nauczycielem. Służbę wojskową odbywał w 16 Pułku Piechoty im. Barona von Sparr (3 Westfalskim). Po wybuchu wojny został przeniesiony do 13 Rezerwowego Pułku Piechoty. Z pułkiem brał udział w walkach pod Verdun. Do lotnictwa został skierowany w pierwszym kwartale 1915. Przeszedł szkolenie oraz pierwsze miesiące służby w FFA 5. Promowany na oficera w marcu 1916, a w październiku został przeniesiony do jednostki bojowej Kasta 27 należącej do dywizjonu Kagohl 5. Na wiosnę 1917 został przydzielony do eskadry myśliwskiej Jagdstaffel 36. W jednostce służył do 29 kwietnia 1918. Odniósł w niej wszystkie 33 potwierdzone zwycięstwa powietrzne, pierwsze już 6 kwietnia 1917. Niektóre źródła podają, że Bongartz odniósł jeszcze do 9 niepotwierdzonych zwycięstw.
Został mianowany dowódcą Jagdstaffel 36 na początku grudnia 1917. 29 kwietnia w czasie walki powietrznej z paroma samolotami z 74 Squadron RAF, samolot Heinricha Bongartza został podziurawiony kulami (w samym kadłubie doliczono się 28 trafień). Jedna z kul trafiła Bongartz w lewą stronę czaszki. W wyniku postrzału Heinrich Bongartz stracił lewe oko, a kula utkwiła w nosie. Pomimo tak poważnych ran Bongartz wyprowadził samolot z korkociągu i zdołał wylądować rozbijając doszczętnie swojego Fokkera Dr.I. W wyniku odniesionych ran Bongartz nie był zdolny do dalszej służby czynnej. Zestrzelenie Bongartza zostało przypisane angielskiemu początkującemu pilotowi Clive'owi Beverleyowi Glynnowi. Po okresie rekonwalescencji został mianowany dowódcą Centrum testowania samolotów w Aldershof. Pomimo przeciwwskazań dalej latał testując nowe samoloty.
24 listopada 1917 został odznaczony Orderem Rodu Hohenzollernów, a 23 grudnia został odznaczony orderem Pour le Mérite.
Po zakończeniu wojny został dyrektorem Niemieckiego Inspektoratu Lotnictwa (Deutsche Versuchsanstalt für Luftfahrt). Brał też udział w walkach przeciw rewolucjonistom niemieckim w listopadzie 1918. W czasie walk został ciężko ranny w nogę, co całkowicie wyeliminowało go z czynnej służby lotniczej.
W okresie międzywojennym pełnił funkcję dyrektora Deutsche Luft-Reederei pierwszej niemieckiej linii lotniczej. Napisał także książkę Luftmacht Deutschland, która stała się bestsellerem w 1939.
Po wybuchu II wojny światowej w stopniu podpułkownika (Oberstleutnant) w latach 1940-41 służył w zaopatrzeniu na froncie wschodnim, w 1943 został dowódcą nocnych myśliwców w Danii, w 1944 służył w Finlandii.
Zmarł w 1946 w wyniku zawału.

## Odznaczenia
- Pour le Mérite – 23 grudnia 1917
- Królewski Order Rodu Hohenzollernów – 24 listopada 1917
- Krzyż Żelazny I Klasy
- Krzyż Żelazny II Klasy